# Gusztáv pihen
A Gusztáv pihen a Gusztáv című rajzfilmsorozat harmadik évadának hetedik epizódja.

## Rövid tartalom
Gusztáv a munkahelyén piheni ki magánélete fáradalmait.

## Alkotók
- Rendezte: Nepp József
- Írta: Dargay Attila, Jankovics Marcell, Nepp József
- Zenéjét szerezte: Pethő Zsolt
- Operatőr: Neményi Mária
- Hangmérnök: Horváth Domonkos
- Vágó: Czipauer János
- Tervezte: Gémes József
- Háttér: Szoboszlay Péter
- Rajzolták: Bóka Piroska, Cser Zsuzsa
- Színes technika: Dobrányi Géza, Kun Irén
- Gyártásvezető: Kunz Román

Készítette a Pannónia Filmstúdió.